# 우가리트 문자
우가리트 문자는 우가리트어의 표기에 사용된 표음 문자이다. 또한 후르리어의 표기에도 이용되었다. 셈조어 문자에 이어 세계에서 가장 오래된 음소문자의 하나라고 생각된다. 지중해 연안의 고대 도시 시리아의 우가리트의 유적에서 발견된 점토판 문서가 대표적 사료가 된다. 1930년에 독일인 고고학자인 한스 바우어에 의해 해독되었다.  쐐기 문자의 일종이지만, 메소포타미아에서 이용된 쐐기 문자는 표의문자의 성격을 짙게 남기고 있는 반면에 이쪽은 거의 완전히 표음문자이다.

## 글자
음절 문자 3자와 음소 문자(자음만을 나타낸다) 27자, 구두점 1글자의 총 31 문자로 구성된다. 왼쪽에서 오른쪽으로 가로쓰기한다.

## 유니코드
유니코드 수록 위치는 다음과 같다.
| U+    | 0 | 1 | 2 | 3 | 4 | 5 | 6 | 7 | 8 | 9 | A | B | C | D | E | F |
| ----- | - | - | - | - | - | - | - | - | - | - | - | - | - | - | - | - |
| 10380 | 𐎀 | 𐎁 | 𐎂 | 𐎃 | 𐎄 | 𐎅 | 𐎆 | 𐎇 | 𐎈 | 𐎉 | 𐎊 | 𐎋 | 𐎌 | 𐎍 | 𐎎 | 𐎏 |
| 10390 | 𐎐 | 𐎑 | 𐎒 | 𐎓 | 𐎔 | 𐎕 | 𐎖 | 𐎗 | 𐎘 | 𐎙 | 𐎚 | 𐎛 | 𐎜 | 𐎝 |   | 𐎟 |